# Liên hoan phim Việt Nam lần thứ 21
Liên hoan phim Việt Nam lần thứ 21 là một sự kiện do Bộ Văn hóa, Thể thao và Du lịch Việt Nam phối hợp với Ủy ban nhân dân tỉnh Bà Rịa - Vũng Tàu tổ chức từ ngày 23 tháng 11 đến ngày 27 tháng 11 năm 2019, nhằm tôn vinh những tác phẩm điện ảnh mang đậm bản sắc dân tộc, giàu tính nhân văn và dấu ấn sáng tạo.

## Ban giám khảo

### Phim truyện điện ảnh
1. Ông Trần Luân Kim (PGS, TS) - Chủ tịch Ban giám khảo
2. Ông Trọng Đài (nhạc sĩ, NSND, giải thưởng Nhà nước về Văn học Nghệ thuật) - Ủy viên
3. Ông Hoàng Nhuận Cầm (nhà thơ, nhà biên kịch) - Ủy viên
4. Ông Bùi Tiến Dũng (đạo diễn, NSƯT) - Ủy viên
5. Bà Trương Ngọc Ánh (diễn viên, nhà sản xuất) - Ủy viên
6. Ông Trần Hữu Việt (nhà báo) - Ủy viên
7. Ông Nguyễn Trung Phan (họa sĩ thiết kế điện ảnh, Nhà giáo ưu tú) - Ủy viên
8. Ông Nguyễn Nam (đạo diễn, nhà quay phim) - Ủy viên
9. Ông Lê Thanh Sơn (đạo diễn) - Ủy viên

### Phim tài liệu và khoa học
1. Ông Lê Hồng Chương (đạo diễn, NSND) - Chủ tịch Ban giám khảo
2. Ông Tô Hoàng (đạo diễn, NSƯT, nhà báo) - Ủy viên
3. Ông Nguyễn Tường Phương (đạo diễn) - Ủy viên
4. Ông Đinh Trọng Tuấn (nhà báo) - Ủy viên
5. Ông Vũ Hoài Nam (đạo diễn, NSƯT) - Ủy viên
6. Ông Trần Việt Văn (nhà báo) - Ủy viên
7. Bà Nguyễn Thu Dung (nhà biên kịch, Trung tá) - Ủy viên

### Phim hoạt hình
1. Bà Nguyễn Thị Phương Hoa (NSND, đạo diễn) - Chủ tịch Ban giám khảo
2. Ông Phạm Ngọc Khôi (nhạc sĩ, NSND)
3. Ông Đặng Vũ Thảo (Nguyên Giám đốc Hãng phim hoạt hình Việt Nam)
4. Ông Đỗ Lệnh Hùng Tú (Tiến sĩ Nghệ thuật học)
5. Bà Chu Thị Thu Hằng (nhà văn, nhà báo, nhà biên kịch)
6. Ông Nguyễn Quang Trung (thạc sỹ)
7. Bà Phan Thu Diệu (Ths Nghệ thuật, điện ảnh, truyền hình, Phó trưởng khoa Nghệ thuật - Điện ảnh trường Đại học Sân khấu - Điện ảnh Hà Nội)

## Danh sách đề cử
Chú thích:
- Bông sen vàng
- Bông sen bạc
- Giải Ban giám khảo

### Phim truyện điện ảnh
| Phim truyện xuất sắc | Phim truyện xuất sắc |
| --- | --- |

Song lang, Phim tuyện xuất sắc

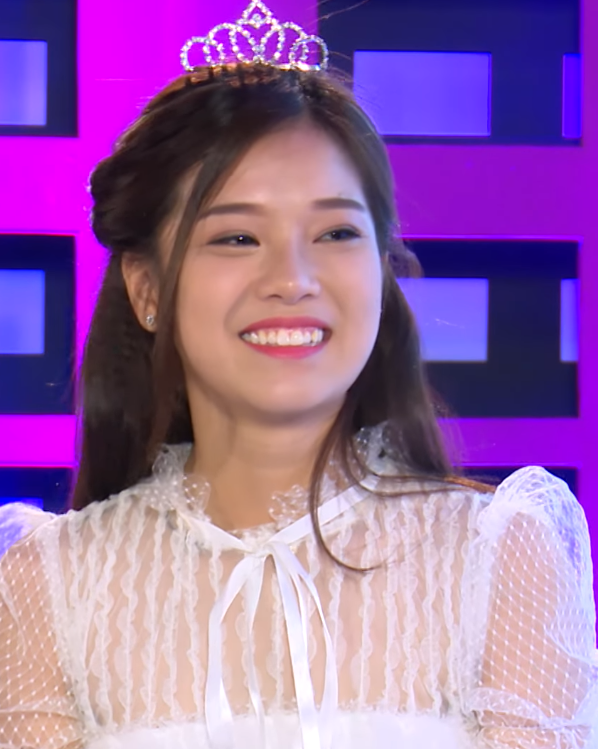
Hoàng Yến Chibi, Nữ diễn viên chính xuất sắc

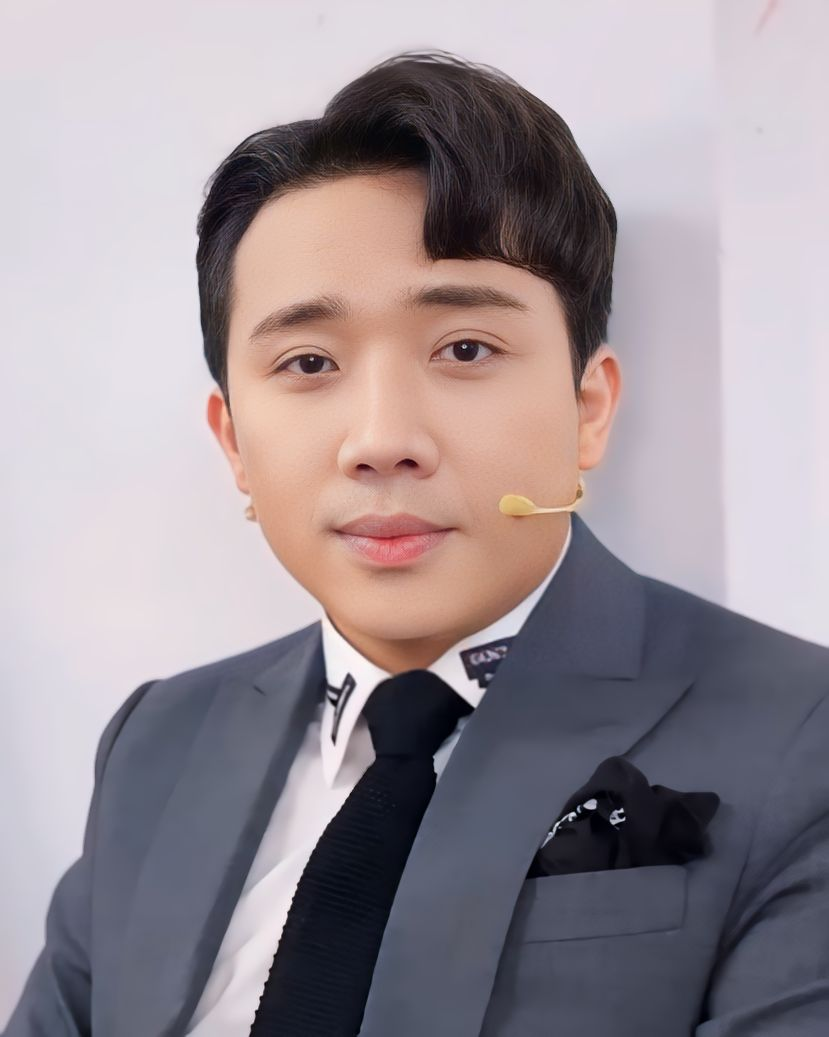
Trấn Thành, Nam diễn viên chính xuất sắc

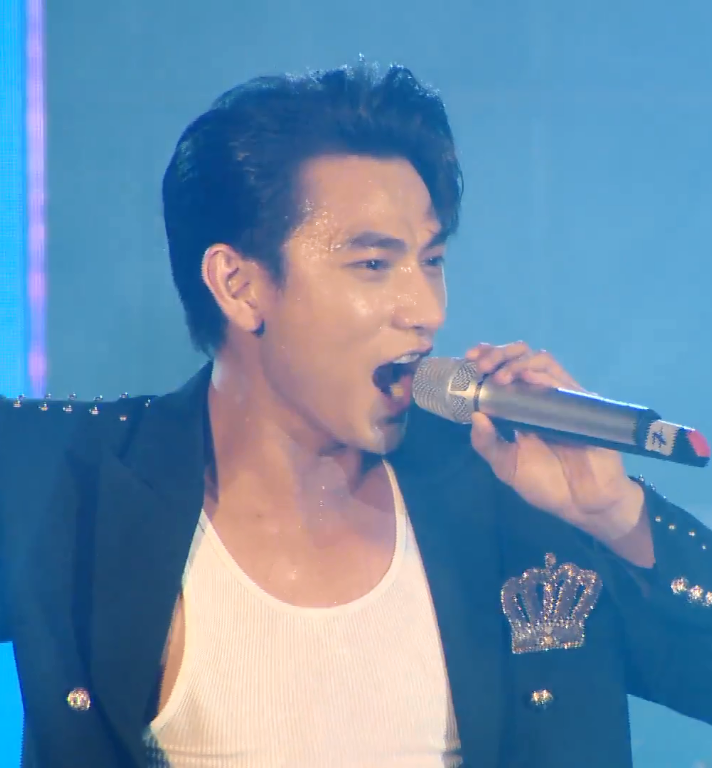
Isaas, Nam diễn viên phụ xuất sắc

| - Song lang - Cua lại vợ bầu - Hai Phượng - Truyền thuyết về Quán Tiên - 100 ngày bên em - Lật mặt: Nhà có khách - Thạch thảo - Hợp đồng bán mình - Thưa mẹ con đi - Hạnh phúc của mẹ - Nơi ta không thuộc về - Người bất tử - Khi con là nhà - 11 niềm hy vọng - Anh thầy ngôi sao | |
| Đạo diễn xuất sắc | Tác giả kịch bản xuất sắc |
| - Lê Nhật Quang – Song lang - Nhất Trung – Cua lại vợ bầu - Nguyễn Quang Dũng – Tháng năm rực rỡ | - Nhất Trung – Cua lại vợ bầu - Đoàn Tuấn – Truyền thuyết về Quán Tiên - Nguyễn Thị Ngọc Bích, Lương Kim Liên – Hạnh phúc của mẹ                 |
| Quay phim xuất sắc | Họa sĩ thiết kế mỹ thuật xuất sắc |
| - Nguyễn K'Linh – Người bất tử - Bob Nguyễn – Song lang - Vũ Quốc Tuấn – Truyền thuyết về Quán Tiên | - Ghia Phạm – Song lang - Trịnh Thiên Thanh – Tháng năm rực rỡ - Đặng Ngọc Thanh Tú – Anh thầy ngôi sao                                          |
| Thiết kế âm thanh xuất sắc | Âm nhạc xuất sắc |
| - Vũ Thành Long – Song lang - Trần Đức Quang – Truyền thuyết về Quán Tiên - Công ty TNHH MTV Tường Âm – Người bất tử | - Trần Mạnh Hùng – Truyền thuyết về Quán Tiên |
| Nữ diễn viên chính xuất sắc | Nam diễn viên chính xuất sắc |
| - Hoàng Yến Chibi – Tháng năm rực rỡ (vai Hiểu Phương) - Ngô Thanh Vân – Hai Phượng (vai Hai Phượng) - Khả Ngân – 100 ngày bên em (vai Ánh Dương) | - Trấn Thành – Cua lại vợ bầu (vai Trọng Thoại) - Liên Bỉnh Phát – Song lang (vai Dũng "Thiên Lôi") - Quách Ngọc Ngoan – Người bất tử (vai Hùng) |
| Nữ diễn viên phụ xuất sắc | Nam diễn viên phụ xuất sắc |
| - Mai Cát Vi – Hai Phượng (vai bé Mai) - Hồ Minh Khuê – Truyền thuyết về Quán Tiên (vai Phượng) - Thanh Hằng – Tháng năm rực rỡ (vai Mỹ Dung - lúc trưởng thành) | - Isaac – Song lang (vai Linh Phụng) - Mạc Văn Khoa – Cua lại vợ bầu (vai Tuấn) - Phạm Duy Anh – Khi con là nhà (vai Bi)                         |

### Phim tài liệu
| Phim tài liệu xuất sắc | Phim tài liệu xuất sắc                                                                           |
| --- | ------------------------------------------------------------------------------------------------ |
| - Chông chênh - Chư Tan Kra - Joris Ivens và Ngọn gió Việt Nam - Ở nơi cửa ngõ Hoàng Sa - Trại Davis - Điểm tựa bình yên - Việt Nam - Campuchia những năm tháng không quên - Vị tướng với con đường tiếp lửa - Trăn trở nông nghiệp hữu cơ - Thanh niên cứu quốc thành Hoàng Diệu - Thắng giặc trời về giữ hồn dân tộc - Tâm tình của gốm - Phan Châu Trinh - Ông Tây nước mắm - Ông Hai Lúa - Ông Đồ Gàn - Ơi Sông Ba - Nhớ biển - Người kể chuyện Bác Hồ - Nghìn năm sơn ta - Trăm năm sơn mài - Lão gàn Hồ Mơ - Đường về - Đường Trường Sơn - Đường Hồ Chí Minh - Điện Biên Phủ - Trận quyết chiến lịch sử - Cuộc di cư của bày cừu - Cuộc chiến đất đối không - Cỏ trồng trên đất thép - Chuyện từ hạt muối - Chủ tịch Hồ Chí Minh với ba nước Đông Dương |                                                                                                  |
| Đạo diễn xuất sắc | Tác giả kịch bản xuất sắc                                                                        |
| - Trần Tuấn Hiệp – Ở nơi cửa ngõ Hoàng Sa, Ông Hai Lúa, Thanh niên cứu quốc thành Hoàng Diệu - Vũ Minh Phương – Chư Tan Kra - Nguyễn Hoàng Lâm – Joris Ivens và Ngọn gió Việt Nam | - Tạ Thị Huệ – Lão gàn Hồ Mơ - Nguyễn Đức Thực – Chư Tan Kra - Tạ Quỳnh Tư – Chông chênh         |
| Quay phim xuất sắc | Thiết kế âm thanh xuất sắc                                                                       |
| - Tạ Đức Nguyên – Tâm tình của gốm - Hà Hải Long – Thắng giặc trời về giữ hồn dân tộc - Dương Văn Huy, Sơn Tùng – Lão gàn Hồ Mơ | - Nguyễn Vinh Khoa – Nhớ biển - Lê Ngọc Chiến – Trại Davis - Lê Phú Hậu – Cuộc di cư của bày cừu |

### Phim khoa học
| Phim tài liệu xuất sắc | Phim tài liệu xuất sắc                                                                                                   |
| --- | --- |
| - Cuộc chiến chống đại dịch SARS - Ô nhiễm nhựa ở biển - Trầm cảm sau sinh - Ghép tạng - Tài nguyên thứ sinh - Khu bảo tồn thiên nhiên Xuân Liên - Cây trồng biến đổi gen - Giám định DNA trong nhận dạng liệt sĩ - Vượn đen má vàng | |
| Đạo diễn xuất sắc | Tác giả kịch bản xuất sắc                                                                                                |
| | - Lê Danh Trường – Ghép tạng - Nguyễn Sỹ Hảo – Trầm cảm sau sinh - Lưu Ngọc Ánh – Cuộc chiến chống đại dịch SARS         |
| Quay phim xuất sắc | Thiết kế âm thanh xuất sắc                                                                                               |
| - Nguyễn Thanh Bình – Khu bảo tông thiên nhiên Xuân Liên - Nguyễn Hồng Quảng, Dương Văn Thuân, Trương Tuấn Nghĩa – Vượn đen má vàng - Dương Văn Thuân, Nguyễn Tài Việt, Nguyễn Việt Cường – Ô nhiễm nhựa ở biển                      | - Dương Thế Vinh – Trầm cảm sau sinh - Đinh Văn Thông – Ô nhiễm nhựa ở biển - Nguyễn Trung Hiếu – Cây trồng biến đổi gen |

### Phim hoạt hình
| Phim hoạt hình xuất sắc xuất sắc | Phim hoạt hình xuất sắc xuất sắc |
| --- | --- |
| - Người anh hùng áo vải - Vầng sáng ấm áp - Sắc màu những ô cửa - Bí mật của những đứa trẻ - Bí mật hang Duôn - Tàn thể tiền truyện - Truyền thuyết thác Pongour - Chim ưng và rái cá - Chú chó cứu hỏa - Chiếc xe đạp bay - Tia chớp nông nổi - Hải âu bé bỏng - Siêu nhân đất sét - Đôi cánh thiên thần - Con cóc Bitus - Tắc kè phá án - Hóa rồng - Quả chín lìa cành - Ngôi sao xanh kì lạ - Nước đầu nguồn | |
| Đạo diễn xuất sắc | Tác giả kịch bản xuất sắc |
| - Vũ Duy Khánh – Vầng sáng ấm áp - Phùng Văn Hà – Người anh hùng áo vải - Nguyễn Thị Hồng Linh – Bí mật của những đứa trẻ | - Phạm Thanh Hà – Vầng sáng ấm áp - Đinh Thiên Phúc – Bí mật hang Duôn - Nguyễn Thu Trang – Người anh hùng áo vải                                                                 |
| Thiết kế âm thanh xuất sắc | Âm nhạc xuất sắc |
| - Nguyễn Duy Long – Bí mật hang Duôn - Phùng Văn Hà – Sắc màu những ô cửa - Katana Records – Tàn thể tiền truyện | - Lương Ngọc Châu – Người anh hùng áo vải |
| Họa sĩ tạo hình xuất sắc | Họa sĩ diễn xuất xuất sắc |
| - Bùi Mạnh Quang – Ngôi sao xanh kỳ lạ, Truyền thuyết thác Pongour - Hà Huy Hoàng – Tàn thể tiền truyện - Lý Thu Hà – Cóc con Bitus, Chim ưng và rái cá | - Nhóm họa sĩ diễn xuất phim Người anh hùng áo vải – Người anh hùng áo vải - Nhóm họa sĩ diễn xuất phim Bí mật hang Duôn – Bí mật hang Duôn - Đoàn Anh Kiệt – Tàn thể tiền truyện |

## Kết quả

### Phim truyện điện ảnh
| Giải thưởng                       | Phim                       | Đạo diễn                   |
| --------------------------------- | -------------------------- | -------------------------- |
| Bông Sen Vàng                     | Song lang                  | Leon Quang Lê              |
| Bông Sen Bạc                      | Cua lại vợ bầu             | Đoàn Nhất Trung            |
| Bông Sen Bạc                      | Hai Phượng                 | Lê Văn Kiệt                |
| Bông Sen Bạc                      | Truyền thuyết về Quán Tiên | Đinh Tuấn Vũ               |
| Giải Ban giám khảo                | 100 ngày bên em            | Vũ Ngọc Phượng             |
| Giải thưởng                       | Đoạt giải                  | Phim                       |
| Đạo diễn xuất sắc                 | Lê Nhật Quang              | Song lang                  |
| Tác giả kịch bản xuất sắc         | Đoàn Nhất Trung            | Cua lại vợ bầu             |
| Quay phim xuất sắc                | Nguyễn K'Linh              | Người bất tử               |
| Nữ diễn viên chính xuất sắc       | Hoàng Yến Chibi            | Tháng năm rực rỡ           |
| Nam diễn viên chính xuất sắc      | Trấn Thành                 | Cua lại vợ bầu             |
| Nữ diễn viên phụ xuất sắc         | Cát Vi                     | Hai Phượng                 |
| Nam diễn viên phụ xuất sắc        | Issac                      | Song lang                  |
| Họa sĩ thiết kế mỹ thuật xuất sắc | Ghia Phạm                  | Song lang                  |
| Âm nhạc xuất sắc                  | Trần Mạnh Hùng             | Truyền thuyết về Quán Tiên |
| Thiết kế âm thanh xuất sắc        | Vũ Thành Long              | Song lang                  |

### Phim tài liệu
| Giải thưởng                | Phim                             | Đạo diễn                                                                  |
| -------------------------- | -------------------------------- | ------------------------------------------------------------------------- |
| Bông Sen Vàng              | Chông chênh                      | Tạ Quỳnh Tư                                                               |
| Bông Sen Bạc               | Chư Tan Kra                      | Vũ Minh Phương                                                            |
| Bông Sen Bạc               | Joris Ivens và Ngọn gió Việt Nam | Nguyễn Hoàng Lâm                                                          |
| Giải Ban giám khảo         | Ở nơi cửa ngõ Hoàng Sa           | Trần Tuấn Hiệp                                                            |
| Giải Ban giám khảo         | Trại Davis                       | Lưu Văn Quỳ                                                               |
| Giải Ban giám khảo         | Điểm tựa bình yên                | Trương Thanh Phong                                                        |
| Giải thưởng                | Đoạt giải                        | Phim                                                                      |
| Đạo diễn xuất sắc          | Trần Tuấn Hiệp                   | Ở nơi cửa ngõ Hoàng Sa, Ông Hai Lúa, Thanh niên cứu quốc thành Hoàng Diệu |
| Tác giả kịch bản xuất sắc  | Tạ Thị Huệ                       | Lão gàn Hồ Mơ                                                             |
| Quay phim xuất sắc         | Tạ Đức Nguyên                    | Tâm tình của gốm                                                          |
| Thiết kế âm thanh xuất sắc | Nguyễn Vinh Khoa                 | Nhớ biển                                                                  |

### Phim khoa học
| Giải thưởng                | Phim                           | Đạo diễn                             |
| -------------------------- | ------------------------------ | ------------------------------------ |
| Bông Sen Bạc               | Cuộc chiến chống đại dịch SARS | Lưu Ngọc Ánh                         |
| Bông Sen Bạc               | Ô nhiễm nhựa ở biển            | Nguyễn Tài Văn                       |
| Giải Ban giám khảo         | Trầm cảm sau sinh              | Trịnh Quang Tùng, Đỗ Thị Huyền Trang |
| Giải Ban giám khảo         | Ghép tạng                      | Phạm Hồng Thắng                      |
| Giải thưởng                | Đoạt giải                      | Phim                                 |
| Tác giả kịch bản xuất sắc  | Lê Danh Trường                 | Ghép tạng                            |
| Quay phim xuất sắc         | Nguyễn Thanh Bình              | Khu bảo tồn thiên nhiên Xuân Liên    |
| Thiết kế âm thanh xuất sắc | Dương Thế Vinh                 | Trầm cảm sau sinh                    |

### Phim hoạt hình
| Giải thưởng                    | Phim                     | Đạo diễn                                        |
| ------------------------------ | ------------------------ | ----------------------------------------------- |
| Bông Sen Vàng                  | Người anh hùng áo vải    | Phùng Văn Hà                                    |
| Bông Sen Bạc                   | Vầng sáng ấm áp          | Vũ Duy Khánh                                    |
| Bông Sen Bạc                   | Sắc màu những ô cửa      | Phạm Thị Minh Nguyệt                            |
| Bông Sen Bạc                   | Bí mật của những đứa trẻ | Nguyễn Thị Hồng Linh                            |
| Giải Ban giám khảo             | Bí mật hang Duôn         | Vũ Duy Khánh                                    |
| Giải Ban giám khảo             | Tàn thể tiền truyện      | Đặng Hải Quang                                  |
| Giải thưởng                    | Đoạt giải                | Phim                                            |
| Đạo diễn xuất sắc              | Vũ Duy Khánh             | Vầng sáng ấm áp                                 |
| Tác giả kịch bản xuất sắc      | Phạm Thị Thanh Hà        | Vầng sáng ấm áp                                 |
| Âm nhạc xuất sắc               | Lương Ngọc Châu          | Người anh hùng áo vải                           |
| Thiết kế âm thanh xuất sắc     | Nguyễn Duy Long          | Bí mật hang Duôn                                |
| Họa sĩ tạo hình xuất sắc nhất  | Bùi Mạnh Quang           | Ngôi sao xanh kỳ lạ, Truyền thuyết thác Pongour |
| Họa sĩ diễn xuất xuất sắc nhất | Nhóm họa sỹ của bộ phim  | Người anh hùng áo vải                           |

### Giải do khán giả bình chọn
- Chú ơi đừng lấy mẹ con, đạo diễn Đinh Tuấn Vũ